# Apocalypse Hotel
«Apocalypse Hotel» (яп. アポカリプスホテル, Apokaripusu Hoteru, Готель Апокаліпсис) — оригінальний японський аніме-телесеріал виробництва компанії CyberAgent, анімацією якого займалася студія CygamesPictures. Прем'єра серіалу відбулася у квітні 2025 року.

## Сюжет
У 2057 році невідома повітряна інфекція, названа «інфортуніум-забрудненням», починає поширюватися Землею, роблячи повітря непридатним для дихання приматам, включно з людьми. Через відсутність способу лікування або протидії інфортуніум-забрудненню, людство змушене покинути планету, повністю її знелюднивши, та евакуюватися в космос. Століття потому єдиною ознакою цивілізації, що залишилася, є готель «Gingarou» в районі Ґіндза, який підтримується в робочому стані залишками автономного роботизованого персоналу під керівництвом гіноїда-консьєржа Ячійо. У той час як персонал терпляче чекає на повернення людства, їх несподівано застає перший за століття гість, який виявляється позаземним відвідувачем.

## Персонажі
Ячійо (яп. ヤチヨ)
Сейю: Сахо Сірасу
Понко (яп. ポン子)
Сейю: Суміре Морохоші
Робот-швейцар (яп. ドアマンロボ, Doaman Robo)
Сейю: Хірокі Точі
Робот-перевіряючий довкілля (яп. 環境チェックロボ, Kankyō Chekku Robo)
Сейю: Шін-ічіро Мікі
Власник (яп. オーナー, Ōnā)
Сейю: Хіроюкі Кіношіта
Бумбуку (яп. ブンブク, Bunbuku)
Сейю: Чо
Мамі (яп. マミ)
Сейю: Такако Хонда
Фугурі (яп. フグリ)
Сейю: Муцумі Тамура
Муджіна (яп. ムジナ)
Сейю: Йошіко Сакакібара

## Медіа

### Аніме
Оригінальний аніме-телесеріал виробництва компанії CyberAgent та анімаційної студії CygamesPictures був анонсований 28 серпня 2024 року. Режисером серіалу виступила Кана Шундо, сценаристом — Сігеру Муракосі, а Нацукі Йокояма розробила дизайн персонажів на основі оригінальних ілюстрацій Ізумі Такемото. Музику до серіалу написав Йошіакі Фуджісава. Прем'єра серіалу відбулася 9 квітня 2025 року, а закінчилась 25 червня 2025 року в програмному блоці AnichU телеканалу Nippon TV та на інших мережах. Початковою музичною темою є композиція «Skirt», а завершальною — «Capsule» (яп. カプセル), обидві у виконанні співачки Aiko. Трансляція серіалу здійснюється на платформі Crunchyroll.

#### Серії
| № серії | Назва серії | Режисер(и)                                                              | Сценарист(и)    | Режисер(и) анімації | Оригінальна дата показу |
| --- | --- | ----------------------------------------------------------------------- | --------------- | ------------------- | ----------------------- |
| 1 | «Готель з історією» Транслітерація: «Hoteru ni Monogatari o» (яп. ホテルに物語を)                                                                            | Ляо Ченчжі                                                              | Сігеру Муракосі | Кана Шундо          | 9 квітня 2025           |
| У 2057 році невідоме явище, «інфортуніум-забруднення», робить повітря Землі непридатним для дихання людей, змушуючи людство евакуюватися в космос. Через століття природа поглинає більшість слідів цивілізації, окрім готелю «Gingarou», що функціонує завдяки роботизованому персоналу, який вірить у повернення людей. Керуюча роботами Ячійо дізнається про непоправну поломку одного з роботів і відправляє його на «безстрокову відпустку». Згадуючи обіцянку власника про тимчасову евакуацію, наступного дня Ячійо засмучується через брак шапочок для душу. Несподівано до готелю прибуває інопланетний гість. | |                                                                         |                 |                     |                         |
| 2 | «Традиція крізь призму інновацій та експериментів» Транслітерація: «Dentou ni Kakushin to Asobigokoro o» (яп. 伝統に革新と遊び心を)                          | Шінья Кавабе                                                            | Сігеру Муракосі | Наоя Моротомі       | 16 квітня 2025          |
| Ячійо вітає інопланетного гостя, проте стикається з труднощами у спілкуванні через мовний бар'єр. Попри це, Ячійо та персонал вирішують проявити максимальну гостинність. Протягом трьох днів інопланетянин збирає зразки рослин в околицях, але персонал не впевнений, чи подобається йому перебування в готелі. З'являється новий робот, Перевіряючий довкілля, останній у своєму роді, залишений для спостереження за станом Землі. Він пропонує знищити прибульця, але відступає за наполяганням Ячійо. Робот повідомляє, що попри відправлені сигнали, людство не відповідає вже кілька десятиліть, ймовірно, вимерло. Ячійо знову впадає у відчай, але згадує пораду власника — вірити в можливості. Інопланетянин покидає готель, подарувавши Ячійо дивне насіння. | |                                                                         |                 |                     |                         |
| 3 | «Посмішка як найкраща атмосфера» Транслітерація: «Egao wa Saikō no Interia» (яп. 笑顔は最高のインテリア)                                                     | Акіхіса Сібата & Ясухіра Кідо                                           | Сігеру Муракосі | Іку Сузукі          | 23 квітня 2025          |
| Через п'ятдесят років після візиту першого інопланетянина Ячійо з радістю спостерігає падіння ще одного інопланетного корабля в Ґінзі. Його пасажирами виявляється родина Проціоне, які стверджують, що вони люди, але насправді є розумними танукі, що прийняли людську подобу. Ячійо, вірячи в їхню людяність, гостинно приймає їх, поки Робот-перевіряючий довкілля не активує бойовий режим, змусивши всю родину знепритомніти від страху та розкривши їхню справжню сутність. Проціоне пояснюють, що були змушені покинути свою планету через війну, а клімат Землі їм підходить. Вони вивчили земну культуру та мову, натрапивши на людський корабель, але не наважуються сказати Ячійо, що це був корабель-привид. Ячійо дозволяє Проціоне залишитися в готелі, але ті швидко починають зловживати її добротою, завдаючи значної шкоди майну. Зрештою, Ячійо втрачає терпіння і суворо докоряє їм за неповагу до готелю. Після цього Проціоне вирішують прибрати безлад, а їхня донька Понко заявляє про бажання стати працівницею готелю. | |                                                                         |                 |                     |                         |
| 4 | «Їжа та етикет — основа культури» Транслітерація: «Shoku to Reigi ni Bunka Ari» (яп. 食と礼儀に文化あり)                                                     | Сюй Фуфен                                                               | Сутару Вада     | Кана Шундо          | 30 квітня 2025          |
| Родина Проціоне починає нудьгувати через одноманітне меню готелю, яке не змінювалося через обмеженість інгредієнтів. Прагнучи задовольнити гостей, Ячійо вирішує знайти нові продукти за межами готелю, щоб приготувати нові страви. Вона бере Понко з собою на риболовлю, де на них нападає гігантський інопланетний черв'як. Робот-перевіряючий довкілля рятує їх, і вони ховаються в сусідній будівлі. Понко пояснює, що черв'як — це Нудель, інвазивна інопланетна істота, яка знищує планети, на які потрапляє. Не бажаючи допустити знищення Землі, вони вирішують знищити Нуделя, але його шкіра занадто міцна для гармати Робота-перевіряючого. Тоді Ячійо використовує будівельний кран, щоб «виловити» Нуделя, пронизавши йому голову гаком крана, що призводить до його загибелі. Після цього Ячійо та Понко заготовляють м'ясо Нуделя та подають його Проціоне, які знаходять його дуже смачним. | |                                                                         |                 |                     |                         |
| 5 | «Необмежена гостинність в обмежений час» Транслітерація: «Kagiriaru Jikan ni Oshiminai Sabisu o» (яп. 限りある時間に惜しみないサービスを)                    | Фуміакі Катаока                                                         | Сутару Вада     | Фуміакі Катаока     | 6 травня 2025           |
| До готелю прибувають двоє нових інопланетних гостей за рекомендацією попереднього відвідувача. Вони добре проводять час, але випивають усі запаси алкоголю. Ячійо спадає на думку ідея виробництва віскі, щоб здійснити мрію Власника. Проте вона пояснює Проціоне, що через брак робочої сили не зможе зайнятися цим до завершення будівництва готельного гарячого джерела. Понко вмовляє свою родину допомогти з виготовленням віскі, щоб поповнити запаси алкоголю. Вони відновлюють сусідню винокурню і починають виробництво, пройшовши через безліч спроб і помилок, щоб досягти потрібного смаку. Через п'ятнадцять років віскі нарешті готове. Одна з колишніх інопланетних гостей повертається і скаржиться на розрив зі своїм партнером. Ячійо запевняє її, що люди постійно змінюються з часом, як і віскі. Гостя здогадується, що Ячійо також когось чекає. | |                                                                         |                 |                     |                         |
| 6 | «Наша єдина вада — це служіння» Транслітерація: «Omotenashi ni wa Uramonashi» (яп. おもてなしにはうらもなし)                                                 | Мігмі                                                                   | Сігеру Муракосі | Ютака Уемура        | 13 травня 2025          |
| Після століття перебування в готелі, родина Проціоне відмовляється від ремонту свого космічного корабля і замість цього використовує його частини для будівництва нового будинку неподалік. Раптово на планету прибуває інопланетянин на ім'я Гармаґеддон, який має намір знищити людську цивілізацію, але збентежений, коли Ячійо повідомляє йому, що людство вже покинуло планету. Не маючи тепер чіткої мети, Гармаґеддон вирішує зупинитися в готелі як гість. Під час свого перебування Гармаґеддон ліквідує зараження Землі Нуделями та досліджує руїни, щоб дізнатися більше про людей, тоді як Понко помилково вважає, що він і Ячійо відчувають романтичні почуття одне до одного. Однієї ночі, проте, прибуває команда інопланетних героїв, щоб притягнути Гармаґеддона до відповідальності за всі цивілізації, які він знищив. Усвідомивши, що побічна шкода може зруйнувати готель, Гармаґеддон швидко перемагає героїв. Коли Ячійо обробляє його рани, Гармаґеддон висловлює здивування, чому вона так наполегливо йому прислуговує. Ячійо запитує його, чому він знищує цивілізації, і він відповідає, що робить це до того, як вони матимуть шанс знищити себе самі. Зрештою, Гармаґеддон вирішує виїхати, оскільки чим довше він залишається, тим більша ймовірність, що його вороги його відстежать. Після прощання, Гармаґеддон залишає останній подарунок, вибухом відкриваючи гаряче джерело, яке персонал намагався просвердлити, зауважуючи, що він із задоволенням повернеться, щойно Ячійо побудує цивілізацію, гідну знищення. | |                                                                         |                 |                     |                         |
| 7 | «Низько вклоняйся, але завжди цілься високо» Транслітерація: «Ojigi wa Fukaku, Kokorozashi wa Takaku» (яп. お辞儀は深く 志は高く)                            | Іппей Ічіі                                                              | Сутару Вада     | Сьодзі Саекі        | 20 травня 2025          |
| Через відсутність нових гостей Ячійо та родина Проціоне вдаються до окультних ритуалів, намагаючись закликати нових відвідувачів. Зрештою, Ячійо спадає на думку запустити супутник у космос, щоб краще рекламувати готель. Почувши це, Понко також хоче запустити озброєний супутник «Стрижні від Бога», щоб захистити готель від потенційних загарбників. Ячійо спочатку категорично проти створення такого супутника, але Понко наполягає, пояснюючи, що їй вже довелося тікати зі своєї рідної планети, і вона не хоче бути змушеною втікати з Землі та готелю. Ячійо переконують змінити свою думку, побачивши рішучість Понко, і всі починають роботу над будівництвом ракети, яка має доставити Понко та обидва супутники в космос. Однак Понко стикається з проблемою: ракета занадто важка, щоб дістатися космосу. Тоді Ячійо пропонує зайняти місце Понко, щоб можна було видалити системи життєзабезпечення для економії ваги. Понко неохоче погоджується, і ракета будується через 70 років. Запуск проходить успішно, і Ячійо вдається розгорнути супутники, але її вражає сонячний спалах, який тимчасово виводить її з ладу та залишає в космосі. | |                                                                         |                 |                     |                         |
| 8 | «Дисципліна кулаком! Примирення «дай п'ять»!» Транслітерація: «Oshioki wa Guu! Nakanaori wa Paa!» (яп. おしおきはグー！なかなおりはパー！)                   | Дзюн Фудзівара                                                          | Сігеру Муракосі | Дзюн Фудзівара      | 27 травня 2025          |
| Протягом двадцяти років, поки Ячійо перебувала в космосі, доросла Понко керувала готелем, який тепер приваблював дедалі більше інопланетних гостей. Однієї ночі прибуваючий корабель зіткнувся з Ячійо, і вона впала назад на Землю. Понко знайшла тіло Ячійо і провела наступні п'ятдесят років, ремонтуючи його. У цей час Ячійо снила про момент свого першого активації та інструкції від власника готелю навчитися співпереживати почуттям інших людей. Коли Ячійо нарешті прокинулася, її засмутило, що Понко змогла відремонтувати її лише з підручних частин. Хоча готель тепер процвітав, Ячійо не могла насолоджуватися цим, оскільки не могла виконувати свої старі обов'язки зі своїм новим тілом. Зрештою, вона не витримала і стала блукаючою хуліганкою, змусивши Понко створити меха-костюм, щоб привести Ячійо до тями. Усвідомивши, що Понко та персонал готелю глибоко піклуються про неї, Ячійо нарешті заспокоїлася і знову зайняла свою посаду виконуючої обов'язки менеджера. | |                                                                         |                 |                     |                         |
| 9 | «Закладинка сьогоднішньої сторінки в житті наших гостей» Транслітерація: «Okyakusama no Jinsei ni, Kyou to Iu Shiori o» (яп. お客様の人生に、今日という栞を) | Мігмі                                                                   | Сігеру Муракосі | Такаомі Канасакі    | 3 червня 2025           |
| Понко знайомить Ячійо зі своїм нареченим Понстіном, з яким вона познайомилася, коли він прибув до готелю як гість, і повідомляє їй про намір одружитися. Отримавши благословення батьків, Понко просить провести весілля в готелі, на що Ячійо погоджується. Під час підготовки бабуся Понко, Муджіна, вирішує провести ніч у готелі, попри погіршення здоров'я, щоб побачити Понко за роботою. Однак, невдовзі після повернення додому, Муджіна помирає. У своєму горі Понко просить відкласти весілля до завершення похорону Муджіни. Згадавши урок власника готелю про створення незабутніх спогадів для гостей, Ячійо натомість пропонує провести весілля та похорон одночасно, оскільки саме цього хотіла б і Муджіна. Проводиться подвійне весілля та похорон, і під час святкування Ячійо відтворює посмертне відеоповідомлення, яке залишила Муджіна. У ньому вона дякує Ячійо за турботу про Понко, вітає Понко та бажає їй прожити повне та щасливе життя. Весілля та похорон завершуються фестивалем небесних ліхтариків, щоб проводити дух Муджіни до загробного життя, а Понко дякує Ячійо за все, що вона зробила. | |                                                                         |                 |                     |                         |
| 10 | «Чисті простирадла — символ чистих сердець» Транслітерація: «Shītsu no Shiro sa wa, Kokoro no Shiro sa» (яп. シーツの白さは 心の白さ)                        | Шінья Кавабе, Ясухіра Кідо, Фуміакі Катаока & Йоріхіро Танімото         | Сутару Вада     | Іку Сузукі          | 10 червня 2025          |
| Через багато років після смерті Муджіни у Понко та Понстіна народжується донька Тамако. Ячійо зустрічає гостя на ім'я Сльорпіті Сльорп, який просить залишитися на одну ніч у повній самотності. Наступного дня Понко заходить до кімнати Сльорпіті Сльорпа, оскільки він прострочив виїзд, і з подивом знаходить його труп. Не в змозі встановити причину смерті чи вбивцю, Ячійо вирішує приховати смерть Сльорпіті Сльорпа, щоб захистити репутацію готелю. Однак їхні спроби приховати тіло Сльорпіті Сльорпа ускладнюються прибуттям Сквіртіті Сквірта, детектива, який вистежує сумнозвісного терориста та серійного підривника Снікіті Сніка, що насправді є справжнім ім'ям Сльорпіті Сльорпа. Через низку непорозумінь та ускладнень, спричинених Тамако, Сквіртіті Сквірт переслідує Ячійо та Понко, які продовжують намагатися приховати тіло Снікіті Сніка. Сквіртіті Сквірт заганяє їх у кут, але раптово помирає так само, як і Снікіті Снік. Ячійо та Понко вирішують приховати обидві смерті та поховати Снікіті Сніка та Сквіртіті Сквірта поруч із могилою Муджіни. | |                                                                         |                 |                     |                         |
| 11 | «Махай хвостом, але ніколи не махай зміною!» Транслітерація: «Ana wa Hotte mo Akeruna Shifuto!» (яп. 穴は掘っても空けるなシフト!)                            | Ляо Ченчжі, Кана Шундо, Ясухіра Кідо, Хіроко Сейган & Йоріхіро Танімото | Сігеру Муракосі | Ляо Ченчжі          | 18 червня 2025          |
| За наказом Понко взяти два вихідних, робот-хостес Ячійо реєструється в готелі як гість. Під час відпочинку вона виявляє несправність деталі та вирушає на пошуки заміни у руїнах Ґіндзи, оглядаючи по дорозі визначні місця. Врешті-решт вона знаходить покинутий готель, де виявляє такого ж робота, як і вона, та здобуває необхідну запчастину. Повернувшись, Ячійо ділиться з Понко, що під час відпустки вона «відчула себе живою». | |                                                                         |                 |                     |                         |
| 12 | «Прагнути стати готелем номер один у галактиці» Транслітерація: «Ginga Ichi no Hoteru o Mezashite» (яп. 銀河一のホテルを目指して)                            | Кана Шундо                                                              | Сігеру Муракосі | Кана Шундо          | 25 червня 2025          |
| Ячійо та готель зустрічають першого за століття людського гостя, Томарі Іорі, яка прибула з міжзоряних ковчегів, щоб перевірити придатність Землі для життя. Робот-еколог повідомляє, що забруднення зникло завдяки інопланетній рослині, але Томарі швидко захворює, оскільки люди вже не сумісні із земним середовищем. Ячійо, спочатку розгублена через відсутність особливих емоцій від обслуговування людини, радіє, коли Понко пояснює, що це свідчить про її рівноцінне ставлення до всіх гостей. Томарі повертається до флоту, обіцяючи майбутній візит людства, а Ячійо з командою продовжують свою роботу. | |                                                                         |                 |                     |                         |

### Манґа
11 квітня 2025 року на вебсайті манґи Storia Dash видавництва Takeshobo розпочалася серіалізація спіноф манґа-серії «Apocalypse Hotel Pusupusu» (яп. アポカリプスホテルぷすぷす, Apokaripusu Hoteru Pusupusu) з ілюстраціями Ізумі Такемото.

## Нотатки
1. 1 2  Прем'єра серіалу на Nippon TV запланована на 8 квітня 2025 року о 25:34, тобто фактично на 9 квітня о 1:34 ночі за японським часом.
2. 1 2 3  Інформація про виробничий персонал взята з фінальних титрів кожного епізоду.